# 풍무중학교
풍무중학교(豊舞中學校)는 대한민국 경기도 김포시 풍무동에 있는 공립 중학교이다.

## 학교 연혁
- 2002년 1월 14일 : 풍무중학교 42학급 설립인가
- 2002년 3월 1일 : 제1대 최낙종 교장 취임
- 2002년 3월 4일 : 제1회 입학식(남 125명, 여 128명 총 253명)
- 2005년 2월 16일 : 제1회 졸업식 8학급 308명
- 2019년 2월 1일 : 제15회 졸업식 11학급 365명 (연 6,495명)
- 2023년 3월 1일 : 제10대 이경희 교장 취임
- 2023년 12월 29일 : 제20회 졸업식 12학급 387명
- 2024년 3월 4일 : 제23회 입학식(남 192명, 여 192명 총 384명)

## 참고 자료
- 풍무중학교 - 한국교육학술정보원 학교알리미